# Camille (film 1915)
Camille è un film muto del 1915 basato sul romanzo di Alexandre Dumas (figlio), pubblicato la prima volta nel 1848 e, successivamente, adattato per il palcoscenico. La signora delle camelie fu rappresentato in anteprima al Théâtre du Vaudeville di Parigi il 2 febbraio del 1852. Il film è ispirato principalmente all'opera teatrale.
Anche se numerosi altri film hanno avuto lo stesso titolo, questo è stato il secondo ad essere chiamato Camille dopo il Camille del 1912.
I due protagonisti sono interpretati da Clara Kimball Young e da Paul Capellani, fratello del regista.

## Trama
Camille è la mantenuta del conte de Varville ma la donna lo lascia quando si innamora di Armand Duval, un giovane avvocato con il quale abbandona la città per iniziare una nuova vita in campagna. La felicità per i due non dura molto: il padre di lui si fa ricevere segretamente da Camille e la scongiura di lasciare libero il figlio per non rovinarlo. La cortigiana accetta il patto e abbandona Armand senza rivelargli l'accordo che ha stretto con suo padre. Ritornata alla vecchia vita, la salute di Camille peggiora. Armand, venuto a sapere dell'ingerenza del padre, corre dall'amata e scambia con lei promesse d'amore. Ma oramai è tardi e Camille muore tra le sue braccia.

## Produzione
Il film fu prodotto dalla Shubert Film Corporation con il titolo di lavorazione A Modern Camille.

## Distribuzione
Distribuito dalla World Film, il film, che era lungo cinque rulli, uscì nelle sale cinematografiche USA il 25 dicembre 1915. Ne venne fatta una riedizione che fu distribuita sul mercato americano il 5 marzo 1917.
Copie della pellicola sono conservate in diversi archivi. Una, di 1409 metri, si trova presso il Gosfilmofond, un'altra - lunga 1400 metri e con i sottotitoli in ceco - è al Národní Filmový Archiv, altre - non confermate - dovrebbero trovarsi alla Stiftung Deutsche Kinemathek e al Norsk Filminstitutt. Il film è stato presentato nel 2011 dalla Cineteca di Bologna.